# Одноокий людоїд
Одноо́кий людої́д, або людоїдка — фольклорний персонаж, від якого людина рятується, хитро вибравши його останнє око. 
Це мотив Поліфема Одіссеї, дуже розповсюджений в європейському і середньоазійському фольклорі. 
В збірнику Чубинського є варіант з київського Полісся про однооку бабу-людоїдку, до котрої заблукав коваль. Він спочатку вибрав їй хитро одиноке око, а потім утік, замішавшися між барани в вивернутому кожусі. Баба «полапала за спину, баран, каже, і пропустила», а він, вискочивши, ще й похвалився, поглузував з неї, і вона кинула до нього сокирою. 
Професор Сумцов та інші виводили східнослов'янські варіанти цієї теми від Одіссеї. Але правдоподібніше є запозичення цього з усної, а не з книжної традиції: казковий мотив, який між іншим був оброблений і в Одіссеї.